# Narayanganj S.
Narayanganj S. är ett underdistrikt i Bangladesh. Det ligger i den centrala delen av landet. Huvudstaden Dhaka ligger i Narayanganj S..
Trakten runt Narayanganj S. består till största delen av jordbruksmark. Runt Narayanganj S. är det mycket tätbefolkat, med 2 711 invånare per kvadratkilometer.